# 全日本フルコンタクト空手道選手権大会
全日本フルコンタクト空手道選手権大会（ぜんにほんフルコンタクトからてどうせんしゅけんたいかい、All Japan Full Contact Karate Championship）は、公益社団法人全日本フルコンタクト空手道連盟が主催するフルコンタクト空手の日本選手権大会である。
原則として毎年5月に大阪府立体育会館にて開催されている。

## 試合形式
全日本フルコンタクト空手道連盟の試合規約に準じた直接打撃制（フルコンタクト）の組手競技で、男女ともに体重別による階級制で行われる。

## 階級
男子
- 軽量級 60kg未満
- 軽中量級 60kg以上70kg未満
- 中量級 70kg以上80kg未満
- 軽重量級 80kg以上90kg未満
- 重量級 90kg以上

女子
- 軽量級 50kg未満
- 軽中量級 50kg以上54kg未満
- 中量級 54kg以上59kg未満
- 軽重量級 59kg以上65kg未満
- 重量級 65kg以上

## 歴代優勝者
| 回 | 年     | 男子重量級 | 男子軽重量級 | 男子中量級 | 男子軽中量級 | 男子軽量級 | 女子重量級 | 女子軽重量級 | 女子中量級 | 女子軽中量級 | 女子軽量級 |
| -- | ------ | ---------- | ------------ | ---------- | ------------ | ---------- | ---------- | ------------ | ---------- | ------------ | ---------- |
| 1  | 2014年 | 山本和也   | 山田一仁     | 前田優輝   | 未実施       | 大石航輝   | 久保田千尋 | 木村敬代     | 加藤小也香 | 未実施       | 菊川結衣   |
| 2  | 2015年 | 山本和也   | 加藤大喜     | 前田優輝   | 未実施       | 岡崎陽孝   | 佐藤弥沙希 | 木村敬代     | 南原朱里   | 未実施       | 菊川結衣   |
| 3  | 2016年 | 入来建武   | 前田勝汰     | 前田優輝   | 未実施       | 細川昂大   | 佐藤弥沙希 | 荒木千咲     | 加藤小也香 | 未実施       | 菊川結衣   |
| 4  | 2017年 | 山口翔大   | 森田奈男樹   | 福地勇人   | 未実施       | 秋元皓貴   | 久保田千尋 | 新田華子     | 富野真麻   | 未実施       | 菊川結衣   |
| 1  | 2018年 | 入来建武   | 加藤大喜     | 福地勇人   | 未実施       | 岡﨑陽孝   | 久保田千尋 | 木村敬代     | 南原朱里   | 未実施       | 水谷恋     |
| 5  | 2019年 | 山口翔大   | 前田勝汰     | 後迫龍輝   | 未実施       | 大石航輝   | 久保田千尋 | 浅古麗美     | 加藤小也香 | 未実施       | 菊川結衣   |
| 6  | 2021年 | 亀山真     | 江口雄智     | 福地勇人   | 山﨑亮輝     | 魚本尚久真 | 渡辺小春   | 浅古麗美     | 富野真麻   | 未実施       | 手島海咲   |
| 7  | 2022年 | 入来建武   | 多田成慶     | 後迫龍輝   | 岩多陽勇     | 魚本尚久真 | 渡辺小春   | 久保田千尋   | 吉田優輝   | 石野まこと   | 菊川結衣   |
| 8  | 2023年 | 渡辺優作   | 多田成慶     | 前田勝汰   | 平木楓       | 澤井天心   | 野邑心菜   | 鈴木未紘     | 浅古麗美   | 水谷恋       | 清水由埜   |
| 9  | 2024年 | 多田大祐   | 金岡陽大     | 福地勇人   | 前平斗真     | 紅谷凱     | 鈴木未紘   | 久保田千尋   | 水谷恋     | 富野真麻     | 清水由埜   |
| 2  | 2025年 | 岡田侑己   | 前田勝汰     | 北嶋治将   | 水谷翔       | 大坪星太   | 野邑心菜   | 児玉亜瑞     | 伊藤煌彩   | 宇都宮美咲   | 西山空那   |

- 2018年は、第1回国際フルコンタクト空手道選手権大会として開催された。
- 2025年は、第2回国際フルコンタクト空手道選手権大会として開催された。

## 過去の大会
| 開催年 | 開催日         | 大会名                                    | 会場                                       |
| ------ | -------------- | ----------------------------------------- | ------------------------------------------ |
| 2014年 | 5月17日 - 18日 | 第1回全日本フルコンタクト空手道選手権大会 | 大阪市中央体育館                           |
| 2015年 | 5月23日 - 24日 | 第2回全日本フルコンタクト空手道選手権大会 | 大阪府立体育会館                           |
| 2016年 | 5月21日 - 22日 | 第3回全日本フルコンタクト空手道選手権大会 | 大阪府立体育会館                           |
| 2017年 | 5月13日 - 14日 | 第4回全日本フルコンタクト空手道選手権大会 | 大阪府立体育会館                           |
| 2018年 | 5月19日 - 20日 | 第1回国際フルコンタクト空手道選手権大会   | 大阪府立体育会館                           |
| 2019年 | 5月18日 - 19日 | 第5回全日本フルコンタクト空手道選手権大会 | 大阪府立体育会館                           |
| 2021年 | 5月29日 - 30日 | 第6回全日本フルコンタクト空手道選手権大会 | 大阪府立体育会館                           |
| 2022年 | 5月21日 - 22日 | 第7回全日本フルコンタクト空手道選手権大会 | 大阪府立体育会館                           |
| 2023年 | 5月20日 - 21日 | 第8回全日本フルコンタクト空手道選手権大会 | エディオンアリーナ大阪（大阪府立体育会館） |
| 2024年 | 5月25日 - 26日 | 第9回全日本フルコンタクト空手道選手権大会 | エディオンアリーナ大阪（大阪府立体育会館） |
| 2025年 | 5月31日 - 1日  | 第2回国際フルコンタクト空手道選手権大会   | 東京有明アリーナ                           |

## その他
大会の応募資格はJFKO加盟各団体主催の全国大会や各地区大会で優秀な成績を収めている選手の他、オープン参加枠がある。この枠での出場資格は、流派・団体は問われていない。
なお、2023年よりJFKO非加盟団体への選手募集を開始した。